# Conophytum quaesitum
Conophytum quaesitum är en isörtsväxtart. Conophytum quaesitum ingår i släktet Conophytum, och familjen isörtsväxter.

## Underarter
Arten delas in i följande underarter:
- C. q. densipunctum
- C. q. quaesitum